# Polikrat
Polikrat je bio tiranin na otoku Samosu od 540. pr. Kr. (203. godine nakon prvih Olimpijskih igara) do 522. pr. Kr. (254.). Bio je poznat po svojem bogatstvu, koje je stekao gusarenjem. Umro je nasilnom smrću; Oret, neprijatelj njegova saveznika Kambiza II., uhvatio ga je na prijevaru i dao razapeti. 
O Polikratu postoji legenda, koju bilježi Herodot:

„S obzirom na to da je Polikrata pratila velika sreća, njegov se prijatelj, egipatski kralj Amazis II., zabrinuo jer je zaključio da tolika sreća mora neminovno voditi u nesreću. Zato mu je savjetovao da se odrekne onog za čim bi najviše žalio, da to baci ondje gdje nema šanse da ga ljudi pronađu. Polikrat se odlučio za prsten u kojem je nosio pečat od smaragda, optočen zlatom, koji je načinio Teodor Samljanin. Otisnuo se na more na brodu na kojem su bila pedesetorica muškaraca i, kad je bio daleko od otoka, bacio prsten u more. Došavši kući, žalio je za njim. Pet ili šest dana nakon toga, ribar je Polikratu dao ribu na dar. Njegovi su sluge pronašli prsten nakon što su ribu razrezali. Polikrat je to javio Amazisu, a ovaj je prekinuo prijateljstvo s njim da mu ne bi bilo žao kad ga snađe teška nevolja.“

## Poveznice
- Oret
- Kambiz II.

## Vanjske poveznice
- Polikrat sa Samosa (Livius.org, Jona Lendering)  Arhivirana inačica izvorne stranice od 27. veljače 2013. (Wayback Machine)